# Варавва (Новий Заповіт)
Вара́вва — біблійний персонаж, злочинець, звільнений Понтієм Пілатом з нагоди святкування юдейським народом свята Пасхи.

## Канонічні тексти
Розбійник Варавва згадується всіма чотирма євангелістами при описі ними Страстей Христових, а також в Книзі діянь святих апостолів де про нього говорить Петро (апостол) (Дії 3:14).
| Євангеліє                 | Текст |
| ------------------------- | --- |
| Від Матвія (Мт. 27:15-21) | На свято ж [ Пасхи] правитель мав звичай відпускати народові одного в'язня, якого хотіли. Був тоді в'язень відомий, що звався Варавва І, як зібрались вони, то сказав їм Пилат: Котрого бажаєте, щоб я відпустив вам: Варавву, чи Ісуса, що зветься Христос ? бо знав, що Його через заздрощі видали. <…> А первосвященики й старші порушили народ просити за Варавву, а Ісусові смерть заподіяти. Тоді правитель спитав їх: кого з двох бажаєте, щоб я відпустив вам? Вони сказали: Варавву. |
| Від Марка (Мр. 15:6-15)   | На свято ж відпускав він їм одного в'язня, про який просили. Був же [ хтось], на ім'я Варавва, зі своїми спільниками, які під час заколоту зробили вбивство. І народ почав кричати та просити [ Пилата] про те, що він завжди робив для них. Він сказав їм у відповідь: Хочете, відпущу вам Царя Юдейського? Бо знав, що первосвященики видали Його через заздрощі. А первосвященики натовп [ просити], щоб відпустив їм Варавву. Пилат, відповідаючи, знову сказав до них: Чого ж хочете, щоб я зробив з Тим, Якого ви називаєте Царем Юдейським ? Вони знову закричали: Розіпни Його. <…> Тоді Пилат, бажаючи догодити народові, і відпустив їм Варавву, а Ісуса, збичувавши, щоб розп'ятий був.           |
| Від Луки (Лк. 23:17-25)   | А йому та потрібно було для свята відпустити їм одного [ в'язня]. Але весь народ став кричати: смерть Йому! а відпусти нам Варавву. Варавва був посаджений в темницю за вироблене в місті, і за вбивство. Пилат знову підніс голос, бажаючи відпустити Ісуса. Але вони кричали: Розіпни, розіпни Його! Він утретє сказав їм: Яке ж зло вчинив Він? я нічого гідного смерти не знайшов у Ньому; Отже я покараю Його й відпущу. Але вони продовжували з великим криком вимагати, щоб Він був розп'ятий, і переміг крик їх та первосвящеників. І Пилат присудив, щоб на прохання їх, і відпустив їм Варавву, посадженого за повстання та вбивство в в'язницю, за якого вони просили; а Ісуса віддав їхній волі. |
| Від Івана (Ів. 18:39-40)  | Є ж у вас звичай, щоб я випустив вам на Пасху; хочете, відпущу вам Царя юдейського? Тоді знову закричали всі, кажучи: Не Його, а Варавву. Варавва ж був розбійник. |

## Апокрифічні тексти
З новозавітних апокрифів про Варавва повідомляє Євангеліє від Никодима, яке повторює розповідь канонічних Євангелій про традиції дарування свободи в'язневі в свято Великодня: «Є у мене в темниці знаменитий розбійник на ім'я Варавва та Ісус, в якому жодного гріха я не знайшов смертного: кого відпущу вам?».
У ряді пізніх грецьких рукописів Євангелія від Матфея Варавва називається «Ісус Варавва». За твердженням Орігена в його час більшість євангельських текстів містило саме таку форму імені. Багато дослідників визнають, що це є первісна форма імені Варавви, яку потім скоротили, щоб не плутати з власним іменем Христа.

## Аналіз євангельської оповіді

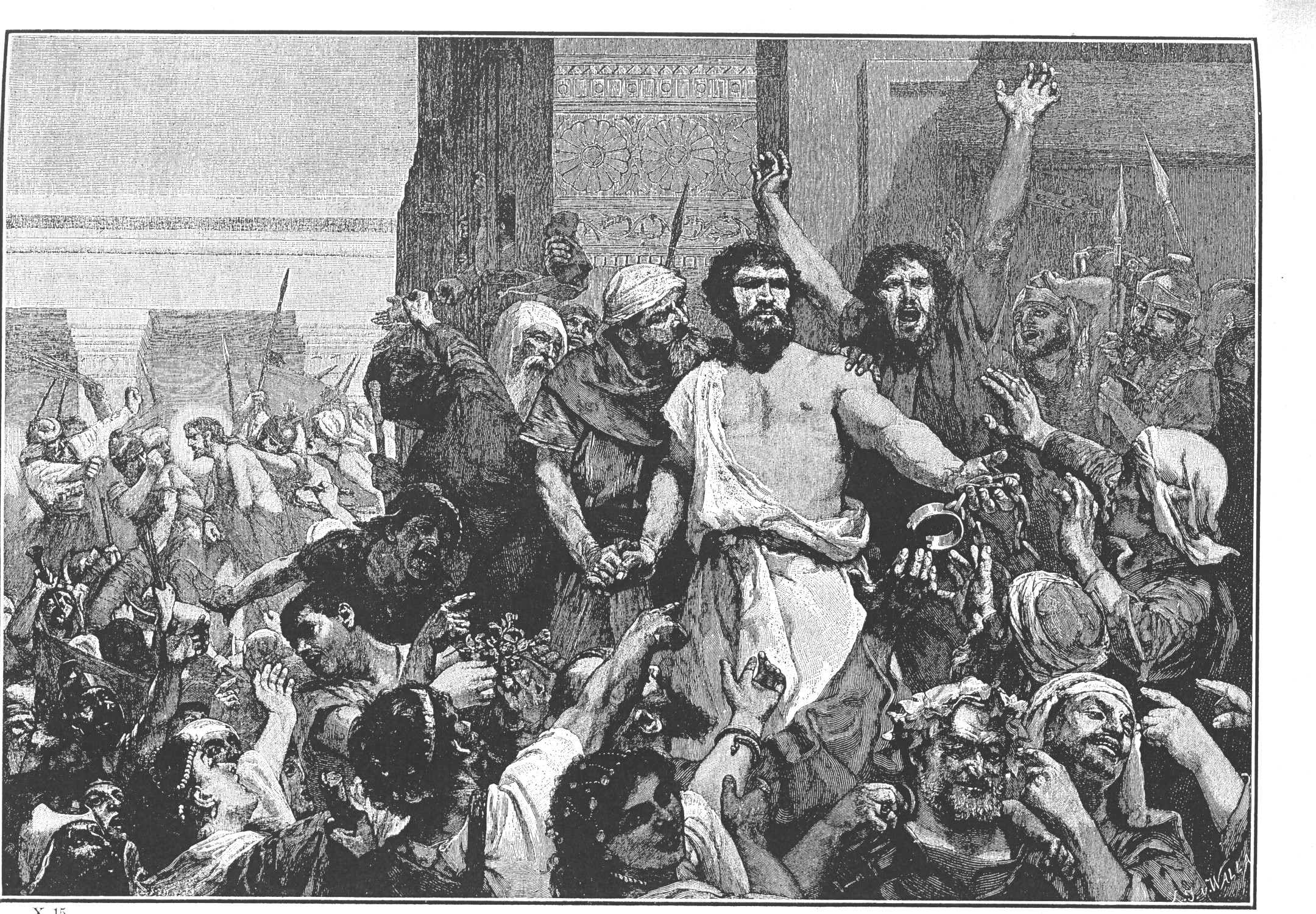
Радісний натовп зі звільненим Вараввою

Варавва був злочинцем, проте точна сфера його злочинної діяльності донині викликає полеміку. Євангеліє не говорить прямо кого та за що він убив та якого характеру (щодо кого) смуту він сіяв. Тому Варавва розглядається та як бунтар проти Римського правління, і як загальнокримінальний елемент (вбивця та розбійник без політичних цілей).
Так чи інакше, але зрештою він був схоплений римською окупаційною владою, засуджений до смерті, взятий під варту та чекав виконання вироку, але, на щастя для нього, напередодні страти збігся з юдейським святкуванням Песах, де юдейському народу за традицією було дано право звільнити від кримінального покарання (смертної кари) одного із засуджених. Судячи з дій префекта Пілата, він керувався благими намірами та загальнокримінальним законом, коли дозволив здійснити цей плебісцит, очікуючи що громадськість одумається та попросить за Ісуса Назарянина, адже з таким же успіхом він міг силою своїх повноважень та не дозволити проведення цього заходу, якщо Варавва дійсно являв собою загрозу для Римської влади в регіоні. Але вибір єврейської громадськості був однозначно за Вараввою, що та принесло йому свободу.
Подальше життя Варавви не відображене в Євангеліях.

### Причини популярності
Достеменно невідомі причини такої популярності Варавви серед стародавньоюдейської громадськості. Представляється вкрай нелогічним те припущення, що простий народ в безлічі своєму міг просити звільнення звичайного злочинця, тому версія про Варавву, як борця за свободу та незалежність Стародавньої Юдеї, існує та розділяється, наприклад, офіційною католицькою церквою. Так, Папа Бенедикт XVI в енцикліці Spe Salvi пише що: «Ісус не був Спартаком, він не був залучений в боротьбу за політичне визволення, як Варавва або Бар-Кохба».

## Образ у літературі
- Марі Кореллі. «Варавва», 1893.
- Пер Лагерквіст. «Варавва», 1950.
- Артуро Услар П'єтрі. «Варавва», 1928.